# Penstemon payettensis
Penstemon payettensis är en grobladsväxtart som beskrevs av Aven Nelson och Macbride. Penstemon payettensis ingår i släktet penstemoner, och familjen grobladsväxter. Inga underarter finns listade i Catalogue of Life.